# ناحیه دینگهو
دینگهو (به لاتین: Dinghu District) یک سکونتگاه مسکونی در جمهوری خلق چین است که در ژاوکینگ واقع شده‌است.